# Samuel Spokes
Samuel "Sam" Spokes, né le 16 avril 1992 à Tamworth, est un coureur cycliste australien. 

## Biographie
À l'issue de la saison 2014, il signe un contrat avec l'équipe continentale professionnelle australienne Drapac. Non conservé par l'équipe fin 2016, il met un terme à sa carrière et devient paysagiste.

## Palmarès
- 2009
  - 2e du championnat d'Australie de poursuite par équipes juniors
- 2010
  - Classement général de Liège-La Gleize
  - Tour du Morbihan Juniors
  - 2e du Trofeo San Rocco
- 2011
  - 3e étape du Tour d'Eure-et-Loir (contre-la-montre par équipes)
- 2012
  - Tour d'Eure-et-Loir :
    - Classement général
    - 1re et 3e (contre-la-montre par équipes) étapes

  - Zillebeke-Westouter-Zillebeke
- 2013
  - Tour de Vysočina :
    - Classement général
    - 1re étape
- 2014
  - Course de la Paix espoirs :
    - Classement général
    - 2e et 3e étapes

## Classements mondiaux
| Année            | 2012 | 2013   | 2014 | 2015 |
| ---------------- | ---- | ------ | ---- | ---- |
| UCI Europe Tour  | 877e | 1 192e | 197e |      |
| UCI Oceania Tour |      |        |      | 29e  |